# Caccia all'anatra
Caccia all'anatra (Daffy Duck & Egghead) è un film del 1938 diretto da Tex Avery. È un cortometraggio d'animazione della serie Merrie Melodies uscito il 1º gennaio 1938, prodotto dalla Leon Schlesinger Productions e distribuito dalla Warner Bros. Pictures, nonché la seconda apparizione di Daffy Duck dopo Caccia alle anatre; inoltre Caccia all'anatra è la rielaborazione a colori di quest'altro cortometraggio.

## Trama
Il cartone inizia con Egghead, vestito da cacciatore, che cerca di stanare un'anatra, ma viene continuamente disturbato dalla sagoma di una persona del pubblico che si alza in continuazione. Dopo averlo avvertito due volte di sedersi e di fare silenzio per non spaventare l'animale, Egghead, scocciato, gli spara.
Sentendo nuovamente il verso dell'anatra nell'erba alta, il cacciatore si avvicina e viene morso nel naso da Daffy Duck (proprio come Porky Pig in Caccia alle anatre). L'anatra si mette a ridere ed a saltare, per poi nascondersi nuovamente. Egghead usa un'esca a molla per stanare l'animale, ma Daffy gliela riporta indietro con tanto di cartello sbeffeggiante. Mentre i due continuano a lottare, arriva una tartaruga che separa i due contendenti e consegna loro delle pistole, costringendoli ad un duello. Egghead viene nuovamente gabbato da Daffy e riprende il suo fucile. L'anatra allora si mette una mela sopra la testa, ma il cacciatore manca continuamente il bersaglio, nonostante Daffy si avvicini sempre di più a lui. Alla fine, Daffy mette un paio d'occhiali a Egghead ed un cartello con scritto "cieco" e si allontana, esprimendo il suo disappunto.
Dopo aver cantato una variante di The Merry-Go-Round broke down e dopo altri inutili tentativi, Daffy viene finalmente catturato da Egghead, ma mentre quest'ultimo esulta, arriva un'ambulanza dalla quale esce fuori un'altra anatra. Questa ringrazia il cacciatore per avere catturato Daffy e gli dice che questi è completamente matto. Subito dopo, insieme a Daffy, si mette a schernire nuovamente Egghead ed insieme si tuffano nel lago, ridendo e saltando. Egghead, esasperato, si unisce a loro, ridendo e saltando alla stessa maniera delle due anatre.

## Curiosità
- Il personaggio di Egghead è un prototipo di quello che successivamente diventerà Taddeo.
- Questo cartone è l'unico nel quale il collare di Daffy Duck è blu anziché bianco.